# منطقه ۵۶ (قطر)
منطقه ۵۶ یک منطقهٔ مسکونی در قطر است که در الریان (شهرداری) واقع شده‌است. منطقه ۵۶ ۸۲٫۴ کیلومتر مربع مساحت و ۲۸۳٬۶۷۵ نفر جمعیت دارد.